# Siège de Kotte (1557-1558)
Guerre cingalaise-portugaise
Le siège de Kotte, se déroulant de novembre 1557 à novembre 1558, est une bataille qui s'inscrit dans le cadre de la Guerre cingalaise-portugaise.
Pendant douze mois, une armée de 50 000 Sitawaka, dirigée par le roi Mayadunne assiège Sri Jayawardenapura Kotte, la capitale du Royaume de Kotte, défendue par une force combinée de Portugais et de Lascarins dirigée par le capitaine-major Dom Afonso Pereira de Lacerda. Après avoir reçu des renforts de la ville de Mannar, les Portugais font une sortie et forcent les assiégeants à se retirer. Ce siège marque le début d'une série de batailles entre les Portugais et les forces de Sitawaka, qui se terminent par l'abandon de Sri Jayawardenapura Kotte par les Portugais en 1565.

## Contexte
Les Portugais arrivent au Sri Lanka en 1505 et établissent des relations commerciales avec le royaume de Kotte. Ils érigent une forteresse à Colombo et y installèrent des garnisons.
En 1521, les trois fils du roi de Kotte, Vijayabahu VII, se mutinent contre leur père. Ils le tuent et se partagent le royaume, ce qui conduit aux événements connus sous le nom de "pillage de Vijayabahu" (Vijayabā Kollaya (en)). Le fils aîné, Bhuvanaikabahu VII, reçoit Kotte et la façade maritime et règne avec le titre d'empereur. Le deuxième fils reçoit la principauté de Raigama et règne sous le nom de Raigama Bandara. Le plus jeune fils, qui était le chef du complot, reçoit le royaume de Sitawaka et règne sous le nom de Mayadunne.
À la mort de Raigam Bandara en 1538, Mayadunne annexe la principauté de Raigama et envahit Kotte. Buvanekabahu VII, avec l'aide des Portugais, vainc les forces d'invasion de Mayadunne, ouvrant ainsi la voie à une paix précaire entre les deux royaumes.

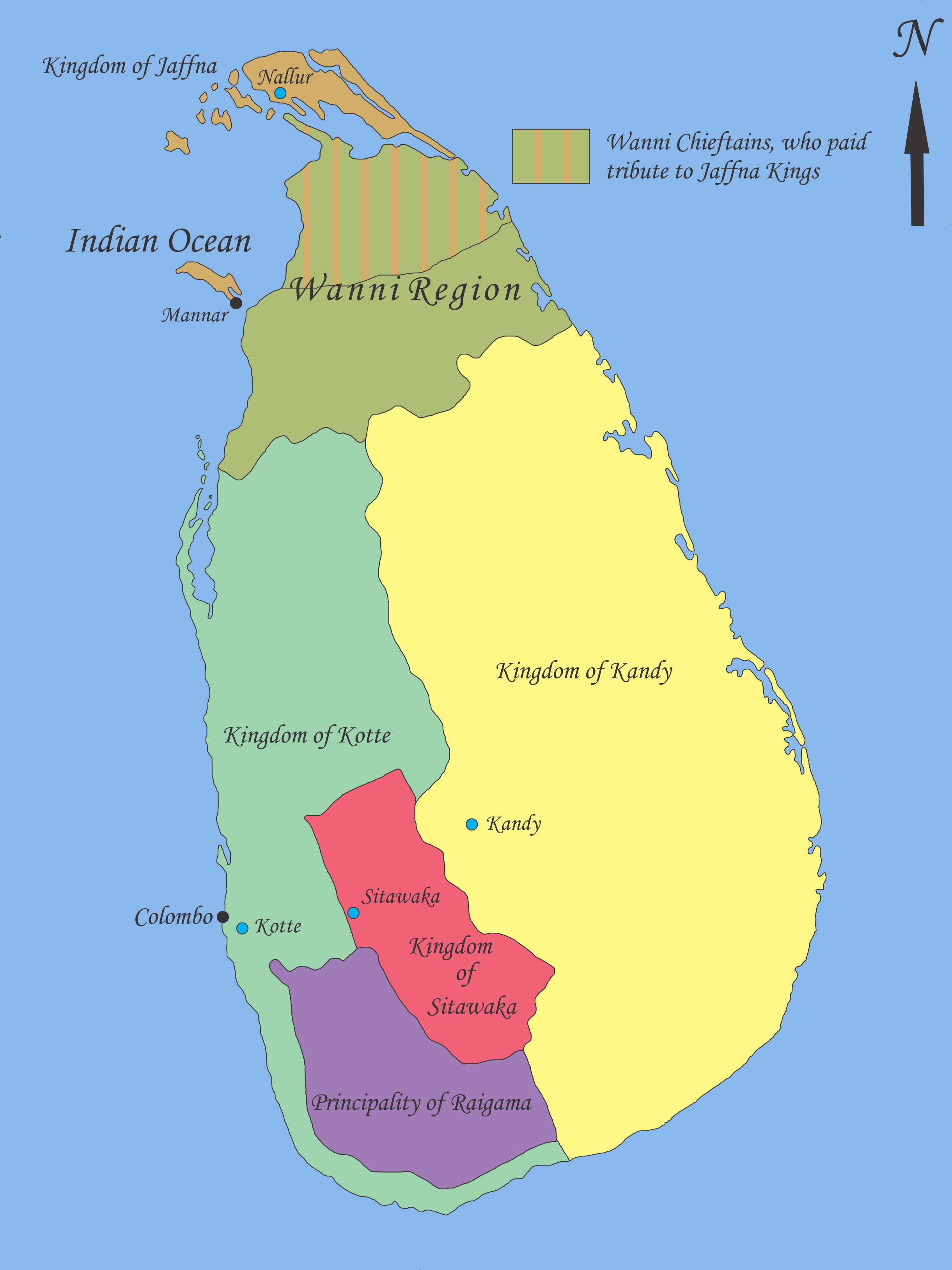
Géopolitique du Sri Lanka après le pillage de Vijayabahu

Les Portugais veulent mener une offensive de grande envergure contre Sitawaka et neutraliser la menace exercée par le roi Mayadunne. Mais le roi Bhuvanaikabahu VII ne soutient pas leur cause, il ne souhaite l'aide des Portugais qu'à des fins défensives. Après la mort de Bhuvanekabahu VII en 1551, Dharmapala monte sur le trône de Kotte, il est plus ou moins un roi fantoche sous influence portugaise. Il devient vassal du roi portugais et se convertit au christianisme en 1557, ce qui provoque un mécontentement ouvert parmi les habitants de Kotte et les Portugais répriment sévèrement la mutinerie en arrêtant et en pendant de nombreux participants, dont 30 moines bouddhistes.
Après consultation de son conseil, Mayadunne se proclame héritier du trône de Kotte et appelle les sujets de Kotte à rejoindre sa cause. De nombreux chefs, accompagnés de leurs partisans répondent à l'appel et rejoignent Sitawaka. Mayadunne, prenant la tête de tous les hommes, rassemble ses forces pour envahir le Royaume de Kotte.

## Forces opposées et les défenses de Sri Jayawardenapura Kotte
L'armée du Sitawaka était composée de 50 000 hommes répartis en 300 compagnies organisées en trois corps. Le premier corps ou l'avant-garde quitta Sitawaka le 10 novembre 1557 sous le commandement de Tikiri Bandara (fils du roi Mayadunne). Le centre dirigé par Panapitiya Mudali a défilé le 15 novembre. L'arrière-garde sous du roi Mayadunne quitta Sitawaka le 30 novembre 1557. Ces forces avancèrent lentement vers Sri Jayawardenapura Kotte, sécurisant les voies d'approvisionnement et avant-postes en route.
Sri Jayawardenapura Kotte (parfois simplement appelée "Kotte") était la capitale du royaume de Kotte. C'était une zone de terrain surélevée triangulaire avec son sommet au nord. De chaque côté, il était protégé par le canal de Kolonnawa et ses cours d'eau, qui étaient fortement infestés d'alligators. La zone située entre le sol solide et l'eau était un terrain marécageux qui a été submergé après une pluie modérée. À l'intérieur se trouvaient la ville et le palais défendus par un rempart de roche latéritique. Toute cette zone était connue sous le nom d'Ethul Kotte (forteresse intérieure).

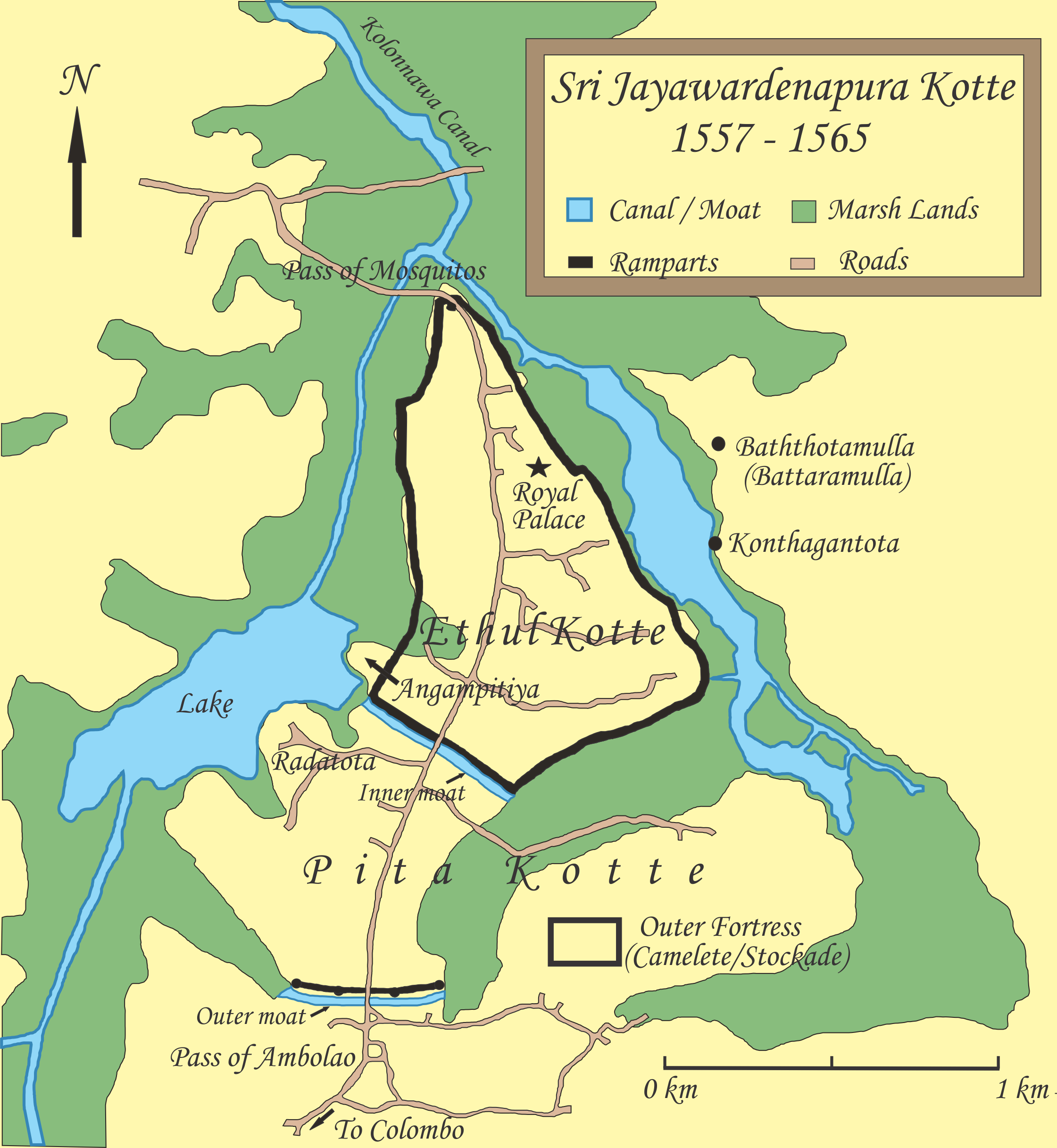
Carte de Sri Jayawardenapura Kotte et ses défenses

Cette zone triangulaire reliée à la terre ferme à la base par un isthme étroit et protégée par un fossé (fossé intérieur). Cet isthme étroit et la terre sèche à l'extérieur du rempart étaient connus sous le nom de Pita Kotte. Les abords de Pita Kotte étaient défendus par un rideau et un fossé (douve extérieure) avec un pont-levis. Le col menant au sud était connu sous le nom de "col d'Ambalao" et était la route principale vers le fort de Colombo,.
Recevant la nouvelle de la force d'invasion, Dom Afonso Pereira de Lacerda, le capitaine major de Ceylan portugais, est arrivé à Kotte avec 300 soldats portugais tout juste arrivés de Goa, portant le nombre total de soldats portugais à 480. En plus de l'élite de la garde du roi, au moins 9 000 Lascarins étaient stationnés à Kotte sous le commandement de Francisco Barreto (Tammita Suriya Bandara - oncle du roi Dharmapala).
Afonso Pereira organisa rapidement les défenses de Kotte avec l'aide des habitants restants. Il a stationné 20 Portugais et 200 Lascarins au "col d'Ambolao", 40 autres Portugais et 400 Lascarins au "col des Moustiques" et 80 Portugais et 800 Lascarins ont occupé diverses défenses à Pita Kotte. Afonso Pereira a placé 12 fustes armés de faucons dans le lac. C'étaient des navires rapides avec un faible tirant d'eau et ils étaient capables de patrouiller les canaux.
À la fin de novembre 1557, l'armée de Sitawaka s'approcha de Sri Jayawardenapura Kotte. Le corps de Tikiri Bandara a pris position au sud et à l'ouest de la ville avec leur campement principal juste à l'ouest du lac. Panapitiya Mudali a couvert le reste de la zone et le corps du roi Mayadunne est resté en tant que force de réserve fournissant des renforts si nécessaire.

## Premières rencontres
Dès qu'ils se sont positionnés, l'armée Sitawaka a lancé sa première attaque. Sous le couvert de l'obscurité, une force dirigée par Tikiri Bandara a tenté d'approcher les remparts d'Ethul Kotte par l'ouest. Mais les tirs de canon des faucons des fustes les ont dispersés. Profitant de la situation, une force de 8 000 Lascarins sous Francisco Barreto (Tammita Suriya Bandara) avec 80 Portugais dirigés par Diogo de Melo a monté une contre-attaque à l'aube. Cette attaque inattendue a rencontré peu de résistance et une compagnie dirigée par Rui Dias Pereira a réussi à pénétrer dans le campement de Tikiri Bandara. Ils ont capturé l'étendard de Tikiri Bandara et ont presque réussi à le tuer; mais ont été contraints de se retirer car Rui Dias Pereira a été mortellement blessé par une flèche dans le cou. Au moment où Francisco Barreto s'est retiré à Kotte, ils avaient tué de nombreux hommes Sitawaka avec peu de pertes.

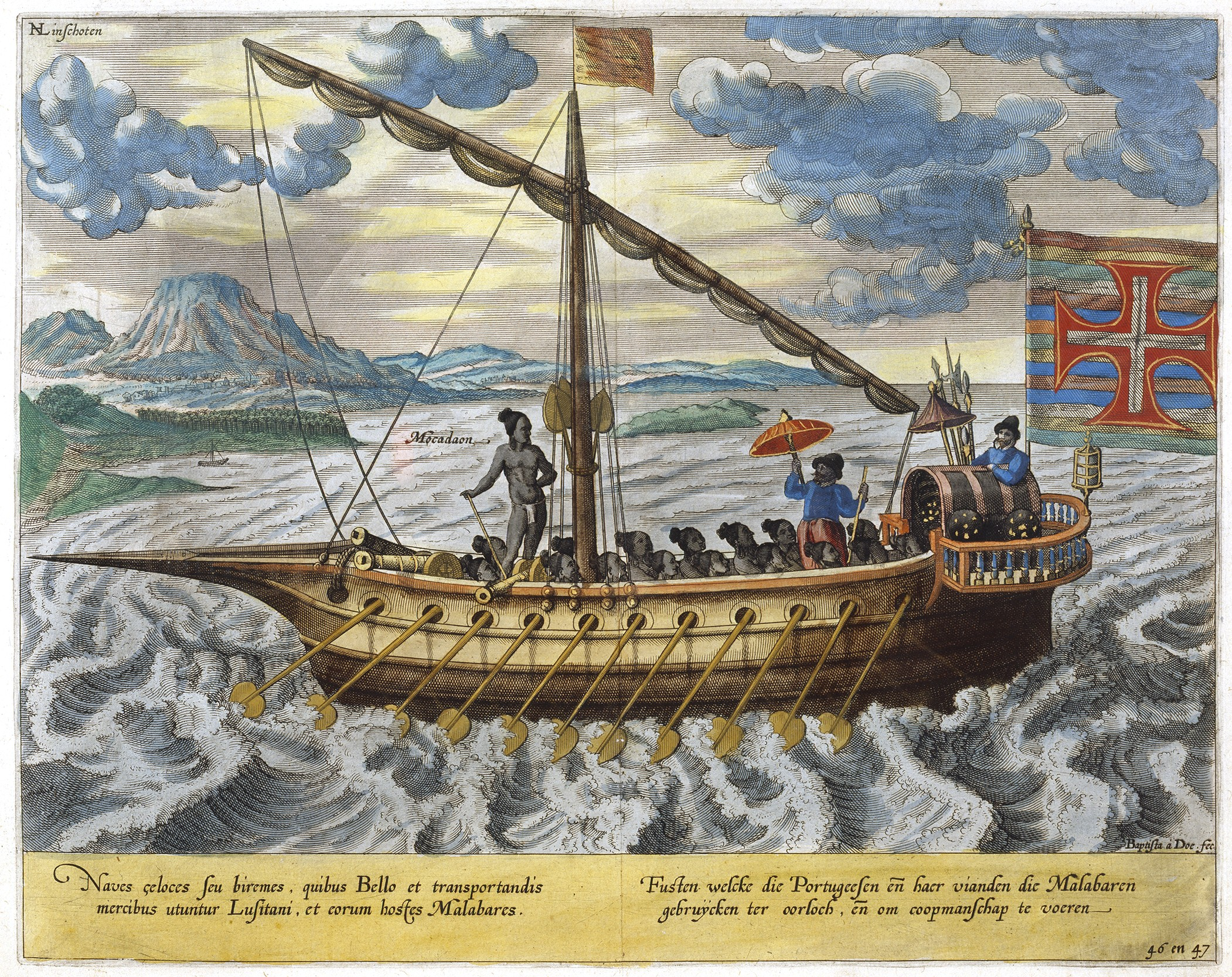
Fuste portugaise;– un navire léger et rapide avec un faible tirant d'eau, propulsé à la fois par avirons et voile

Au fur et à mesure que le siège progressait, un groupe de 3 fustes sous António Espínola, Fernão de Castro et Diogo Juzarte a attaqué plusieurs villages le long du canal Diyawanna qui étaient occupés par les forces de Sitawaka. Mais les contre-attaques de Panapitiya Mudali les ont forcés à battre en retraite.
Au cours des mois suivants, Afonso Pereira de Lacerda a utilisé de nombreuses sorties de raids et escarmouches pour empêcher les forces de Sitawaka de s'approcher des remparts. Mais malgré tous ses efforts, les forces de Sitawaka ont réussi à maintenir un blocus strict coupant toutes les provisions. En août 1558, les provisions étaient épuisées et, selon des sources portugaises, ils ont été forcés de manger même les choses les plus répugnantes. Après avoir discuté avec ses hommes, Afonso Pereira a décidé de sortir.

## Bataille au bord du lac
Cette bataille a eu lieu à un endroit juste à l'ouest du lac, mais le site exact n'a pas encore été identifié. La force d'attaque portugaise se composait de 3 formations; avant-garde, centre et arrière-garde. Chaque formation comptait 100 soldats portugais et 3 000 Lascarins, à l'exception de l'arrière-garde qui comptait un nombre légèrement inférieur de soldats portugais. Afonso Pereira de Lacerda menait l'avant-garde, D Manuel de Castro le centre et Diogo de Melo Coutinho l'arrière-garde.
La force d'attaque est sortie le 20 août (Jour du Saint Bernard) à la veille de l'aube, mais n'a pas pu réaliser la surprise prévue. Tikiri Bandara, réalisant que les Portugais tentaient de percer, lança ses mousquetaires et son artillerie pour couvrir le corps principal de son avant-garde. Pendant ce temps, Panapitiya Mudali et le roi Mayadunne ont appris l'attaque et se sont précipités sur les lieux avec des renforts.
Les forces portugaises en progression ont attaqué les mousquetaires et l'artillerie légère de Sitawaka avec l'aide de mitraille de deux faucons et ont fait de nombreuses victimes. L'avant-garde de Sitawaka s'est retirée et satisfaite du succès, l'avant-garde et le centre portugais ont chargé à travers le terrain pour les poursuivre. Cette charge perturbe la cohésion des Portugais et ouvre une brèche entre eux et l'arrière-garde. Du coup l'avant-garde et le centre portugais se retrouvent encerclés par les hommes de Tikiri Bandara. Conscient de la gravité de la situation, Afonso Pereira de Lacerda a envoyé en urgence deux messages demandant l'aide de l'arrière-garde.
Pendant ce temps, Panapitya Mudali est arrivé avec des renforts. Il s'est forcé à l'écart de l'armée portugaise et a attaqué l'arrière-garde dirigée par Diogo de Melo Coutinho, l'empêchant d'aider le corps principal. Mais Diogo de Melo a habilement réussi à percer la force de Panapitiya Mudali et l'a tué dans la bataille qui a suivi. Une fois qu'ils ont vu la mort de leur chef, la force de Panapitiya mudali a abandonné le combat et a reculé. Voyant l'ennemi s'enfuir, une force de 3 000 Lascarin les a poursuivis, mais ils se sont heurtés à une embuscade tendue par les forces du roi Mayadunne. Beaucoup ont été tués et les autres ont été mis en déroute. Seuls quelques-uns ont réussi à rejoindre Diogo de Melo.
Diogo de Melo se retrouve maintenant avec une force épuisée de Portugais et sans la majorité des Lascarins. Pourtant, il a réussi à percer les lignes d'hommes de Sitawaka et à ouvrir un passage. Ce qui restait de l'avant-garde et du centre portugais se retira par cette brèche vers le lac. Les Fustes ont couvert la retraite avec des mitraille qui sont tombés parmi les hommes Sitawaka et les Lascarins qui combattaient à l'arrière. Les archers Sitawaka ont riposté, tuant 14 soldats portugais avec des flèches. Cependant, des tirs nourris des fustes ont arrêté la poursuite de Sitawaka et les Portugais se sont repliés sur Kotte,.

## Août – novembre 1558
L'échec de la « bataille du lac » et la mort de nombreux soldats portugais ont rapidement semé le mécontentement dans le camp portugais. Les capitaines portugais ont ouvertement remis en question le leadership du capitaine major avec des manifestations mutines. Afonso Pereira était déterminé à punir le meneur, mais les enquêtes ont révélé qu'il n'était autre que Diogo de Melo Coutinho, le héros de la "Bataille du lac". Alors dans l'intention d'une solution pacifique, il rencontra publiquement Diogo de Melo et l'interrogea « Diogo de Melo, qu'est-ce que tu veux dire ? Je l'avoue, je te dois la vie, et puisque tu me l'as donnée et que tu m'as sauvé de tant d'ennemis, ne sois pas l'occasion que je la perde. Ces mots ont libéré la tension entre eux et les manifestations se sont terminées avec Diogo de Melo acceptant publiquement et louant le leadership d'Afonso Pereira.
Pendant ce temps, la nouvelle de la défaite parvint à Mannar avec des rumeurs de la mort d'Afonso Pereira. Le commandant de la garnison de Mannar était le capitaine Jorge de Melo (surnommé le Premier). Sans aucun moyen de vérifier la véracité des rumeurs, il a rassemblé toutes les forces qu'il pouvait rassembler et est arrivé à Kotte. Ils réussirent à briser le blocus et à entrer dans la ville au grand soulagement d'Afonso Pereira.

## Bataille pour le col d'Ambolao et fin du siège
En novembre 1558, Afonso Pereira de Lacerda, désormais renforcé par les nouveaux renforts, décida de mener une autre attaque contre les forces de Sitawaka. Cette fois, il choisit d'attaquer la « Passe d'Ambolao » défendue par les hommes de Tikiri Bandara. La force d'attaque portugaise était composée de 370 soldats portugais et de 7 000 Lascarins. Ils étaient disposés en 3 formations: avant-garde (dianteyra) dirigée par Diogo de Melo Coutinho, avant-garde par Jorge de Melo et arrière-garde commandée par Afonso Pereira lui-même. (En raison du manque de soldats, pendant les campagnes au Sri Lanka, les commandants portugais utilisaient généralement ces termes militaires alternatifs au lieu des habituels avant-garde, centre (batatha) et arrière-garde respectivement.)
L'armée de Sitawaka a repéré les mouvements portugais à l'avance et ils étaient prêts au moment où l'attaque a commencé. Après une courte escarmouche, les deux camps ont chargé et la bataille s'est réduite à une mêlée intense. Peu à peu, les Portugais ont réussi à prendre le dessus et les unités de Tikiri Bandara se sont retirées du terrain.
Mayadunne s'est rendu compte qu'il était incapable de maintenir un blocus efficace sans contrôler le col d'Ambolao et a décidé d'abandonner le siège. La force principale de Sitawaka se retira à Kaduwela tandis que Mayadunnne avec ses forces se retirait à la grande palissade de Mapitigama.

## Conséquences
En commémoration de cette victoire, une procession a eu lieu à Kotte arborant les étendards de Saint François, Saint Jacques, et Saint Bernard, avec d'autres normes religieuses. Pendant ce temps, les Portugais ont commencé à élaborer des plans pour envahir Sitawaka, mais Afonso Pereira de Lacerda est tombé gravement malade du paludisme chronique. Ainsi, le vice-roi portugais à Goa a envoyé un commandant vétéran nommé D. Jorge de Menezes (surnommé Baroche) pour succéder à Afonso Pereira. Il a repris le poste en mai 1559 et a immédiatement marché pour capturer la grande palissade de Mapitigama qui a finalement abouti à la bataille de Mulleriyawa.